# Janusz Kamiński
 Der er for få eller ingen kildehenvisninger i denne artikel, hvilket er et problem. Du kan hjælpe ved at angive troværdige kilder til de påstande, som fremføres i artiklen.

Janusz Kamiński (født Janusz Zygmunt Kamiński den 27. juni 1959) er en polsk Oscar-vindende filmfotograf og instruktør. Han er kendt for sit samarbejde med Steven Spielberg og siden Schindlers liste i 1993, har han fotograferet alle dennes film. 
Han har tidligere været gift med den amerikanske skuespiller Holly Hunter.

## Filmografi

### Filmfotograf
- Grim Prairie Tales (1990)
- The Rain Killer (1990)
- The Terror Within II (1990)
- Wildflower (1991)
- Cool as Ice (1991)
- Killer Instinct (1991)
- Pyrates (1991)
- Mad Dog Coll (1992)
- Schindler's List (1993)
- Class of '61 (1993)
- The Adventures of Huck Finn (1993)
- Trouble Bound (1993)
- Little Giants (1994)
- How to Make an American Quilt (1995)
- Tall Tale (1995)
- Jerry Maguire (1996)
- Amistad (1997)
- The Lost World: Jurassic Park (1997)
- Saving Private Ryan (1998)
- A. I. - kunstig intelligens (2001)
- Catch Me If You Can (2002)
- Minority Report (2002)
- Jumbo Girl (2004)
- The Terminal (2004)
- München (2005)
- War of the Worlds (2005)
- Hania (2007)
- The Diving Bell and the Butterfly (2007)
- Indiana Jones og Krystalkraniets Kongerige (2008)
- Funny People (2009)
- Interstellar (2010)
- Lincoln (2011)
- The Adventures of Tintin: Secret of the Unicorn (2011)

### Filminstruktør
- Lost Souls (2000)
- Hania (2007)
- The Night Witch (2010)

### Andre
- Nothing in Common (1986)
- Dance of the Damned (1988)
- Stripped to Kill II: Live Girls (1989)
- To Die Standing (1990)
- Watchers II (1990)
- Pyrates (1991)
- One False Move (1992)
- Love, Cheat & Steal (1993)
- Armageddon (1998)